# Bois-Jérôme-Saint-Ouen
Bois-Jérôme-Saint-Ouen es una localidad y comuna francesa situada en la región de Normandía, departamento de Eure, en el distrito de Les Andelys y cantón de Écos; en una zona predominantemente boscosa.

## Historia
La explotación señorial de madera Jérôme fue construida probablemente entre los años 1400-1450; permanecen algunos vestigios como antiguas paredes de un gran grosor y dos pequeños torreones, un horno y un palomar. Los edificios de una posterior explotación construida sobre el mismo lugar donde se encontraba la antigua residencia se encuentran situados en el centro de esta especie de cercenamiento. Un texto del año 1780 menciona la presencia de un molino de viento, sin precisar el sitio exactamente donde se encontraba, así como de la existencia de cinco tejerías que estuvieron en funcionamiento durante 100 años aproximadamente; todos ellos ubicados en el bosque que se encuentra en la comuna.
En el año 1844, la comuna de Bois-Jérôme absorbió, por Resolución del rey Luis Felipe del 25 de julio de 1844, a La Chapelle-Saint-Ouen, cambiando el nombre al actual de Bois-Jérôme-Saint-Ouen.

## Demografía
| 472 | 467 | 487 | 507 | 517 | 540 | 496 | 462 | 470 | 462 | 477 | 434 | 447 | 440 | 430 | 402 | 394 | 389 | 373 | 361 | 343 | 317 | 305 | 319 | 315 | 402 | 298 | 369 | 387 | 452 | 634 | 677 |
| Para los censos de 1962 a 1999 la población legal corresponde a la población sin duplicidades (Fuente: INSEE [Consultar]) |     |     |     |     |     |     |     |     |     |     |     |     |     |     |     |     |     |     |     |     |     |     |     |     |     |     |     |     |     |     |     |

## Lugares de interés
Delante de la iglesia de Saint-Sulpice, románica con contrafuertes añadidos en el siglo XVII y restaurada en 1897, se encuentra la tumba de Pierre Seyer du Grand Val, prior de la Abadía de Saulseuses, y antiguo cura de Bois-Jérôme. En su testamento datado de 1821, hizo una donación destinada a recompensar cada año a una muchacha joven y virtuosa, el «Rosière». La tradición de la coronación del Rosière en la fiesta Patronal de Pentecostés ha perpetuado hasta nuestros días.
El castillo de La Mare-aux-Cerfs, del siglo XIX y una casa señorial del siglo XVII con vestigios de un castillo anterior del siglo XII, como la mota y el foso.

## Personalidades relacionadas con la comuna
El abad Pierre Seyer du Grand Val Prieur de la Abadía de Saulseuses, benefactor de la comuna.